# 丽贝卡·洛博
丽贝卡·洛博（英語：Rebecca Lobo，1973年10月6日—），生于康涅狄格州哈特福，美国女子篮球运动员。她曾获得1996年夏季奥运会女子篮球比赛金牌。1997年参加WNBA选秀，被紐約自由人选中。